# Csizér község
Csizér község (románul: Comuna Cizer) község Szilágy megyében, Romániában. Központja Csizér, beosztott falvai Palicka, Perje.

## Népessége
A 2011-es népszámlálás adatai alapján a község népessége 2196 fő volt.